# Юніс Махмуд
Юніс Махмуд (араб. يونس محمود, нар. 2 березня 1983, Кіркук) — іракський футболіст, нападник національної збірної Іраку.

## Клубна кар'єра
Юніс народився 3 лютого 1983 року в місті Кіркук. Футбольну кар'єру починав у клубі «Аль-Талаба» 2001 року. 2003 року молодий нападник був відданий в оренду команді з ОАЕ «Аль-Вахда», де він і проявив свої бомбардирські здібності, забивши 19 м'ячів в 26 матчах. 

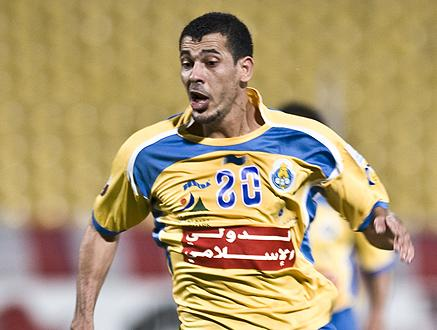
Юніс Махмуд під час виступів за «Аль-Гарафа». 16 лютого 2009 року

2004 року Махмуд залишив «Аль-Талабу» та підписав угоду з катарським «Аль-Хором», де став головною атакуючою міццю. За два сезони він провів 49 матчів у чемпіонаті Катару та забив 39 м'ячів. 
2006 року інший катарський клуб «Аль-Гарафа» викупив права на футболіста, і Юніс почав працювати на благо нової команди не зменшуючи обертів. У період з 2006 по 2011 рік, за винятком 2008, коли він грав у складі «Аль-Арабі» на правах оренди, Махмуд зіграв 95 матчів та забив 72 м'ячі. За цей час форвард тричі виграв чемпіонат Катару та одного разу національний кубок. 
2011 року іракський легіонер перебрався в «Аль-Вакру», де провів два сезони. Після цього у сезоні 2012/13 виступав за «Аль-Садд», з яким також став чемпіоном Катару.
Протягом другої половини 2013 року виступав за «Аль-Аглі», проте встиг відіграти за саудівську команду лише 6 матчів в національному чемпіонаті в яких забив три голи, після чого став вільним агентом.

## Виступи за збірну
2002 року дебютував в офіційних матчах у складі національної збірної Іраку. 
У 2004 році у складі збірної Махмуд взяв участь в Кубку Азії в Китаї, і прийшов з нею в чвертьфінал. Того ж року також грав на Олімпійських іграх в Афінах, де зайняв зі збірною 4 місце. 

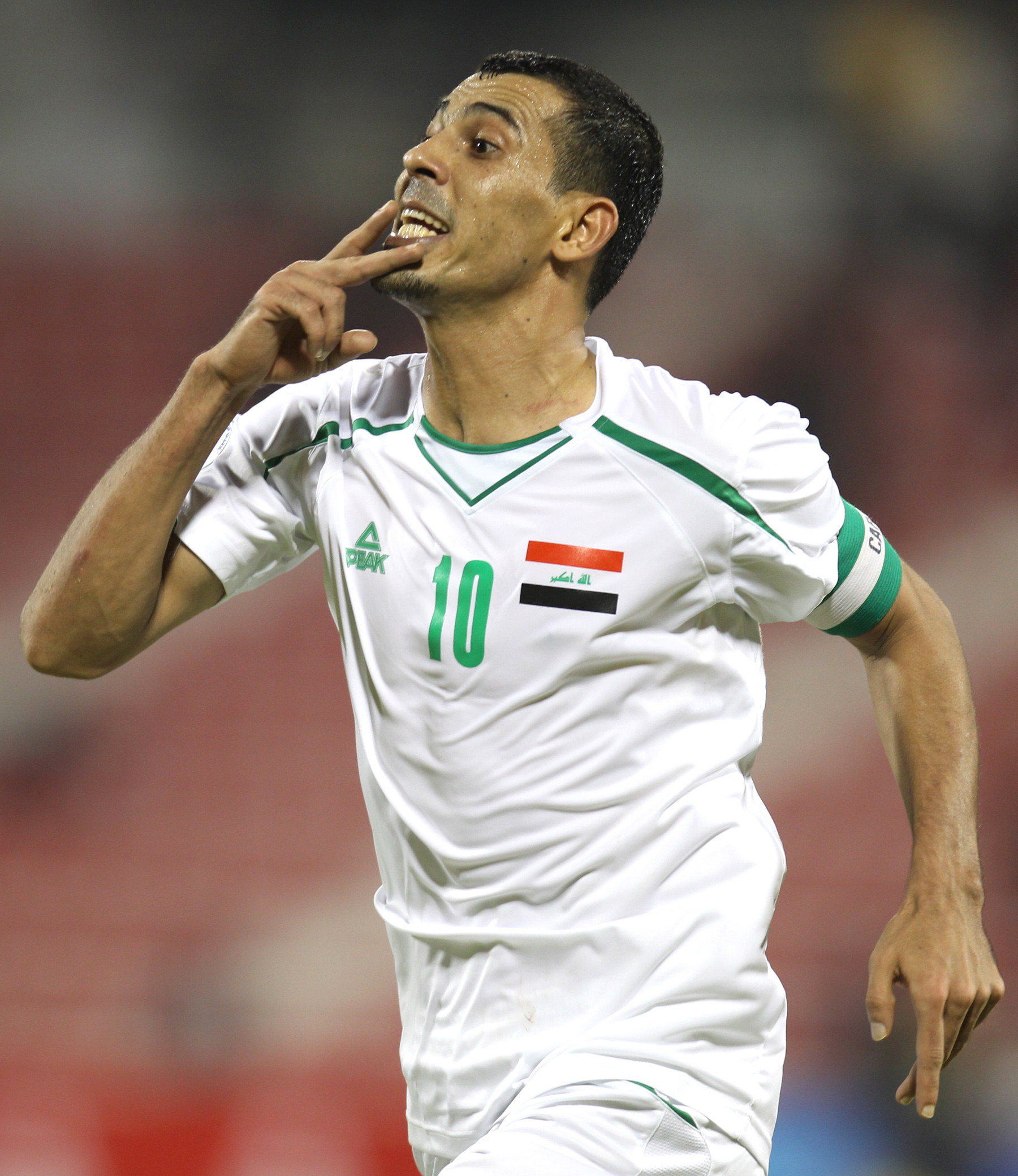
Юніс Махмуд після забитого голу за збірну Іраку. 11 листопада 2011 року

2007 року Юніс знову був включений в заявку на Кубок Азії, де став найкращим бомбардиром турніру. У першому ж матчі групового проти господарів збірної Таїланду (1:1) Махмуд допоміг збірній зрівняти рахунок і врятувати нічию. В 1/4 фіналу дубль Юніса допоміг іракцям пройти збірну В'єтнаму (2:0). А у фінальному матчі проти збірної Саудівської Аравії на 71 хвилині Махмуд забив єдиний гол в матчі і допоміг Ірану вперше в історії виграти Кубок Азії.
На третьому Кубку Азії Махмуд знову відзначився голом, забивши в першому ж матчі турніру проти збірної Ірану (1:2). За підсумком турніру команда стала чвертьфіналістом.
На кубку Азії 2015 року в Австралії Махмуд знову став лідером нападу. У третьому матчі групового етапу, він забив перший гол у ворота збірної Палестини (2:0) і допоміг команді вийти в плей-оф. У чвертьфіналі проти збірної Ірану Юніс забив другий гол Іраку, а матч завершився внічию 3:3. В серії пенальті Махмуд забив свій удар, а його збірна перемогла 7:6 і в підсумку зайняла 4 місце на турнірі.
Наразі провів у формі головної команди країни 137 матчі, забивши 53 голи.

## Досягнення
- Чемпіон Іраку: 2001/02
- Володар Кубка Іраку: 2001/02, 2002/03
- Володар Суперкубка Іраку: 2002
- Володар Кубка наслідного принца Катару: 2005, 2010, 2011
- Володар Кубка шейха Яссіма: 2007, 2008
- Володар Кубка зірок Катару: 2009, 2011/12
- Чемпіон Катару: 2007/08, 2008/09, 2009/10, 2012/13
- Володар Кубка Еміра Катару: 2009
- Найкращий бомбардир Чемпіонату Катару: 2006/07, 2009/10, 2010/11

Збірні
- Переможець Чемпіонату Західної Азії: 2002
- Володар Кубка Азії: 2007
- Найкращий бомбардир Кубка Азії: 2007
- Срібний призер Азійських ігор: 2006
- Бронзовий призер Азійських ігор: 2014